# Béning-lès-Saint-Avold
Béning-lès-Saint-Avold és un municipi francès, situat al departament del Mosel·la i a la regió del Gran Est. L'any 2007 tenia 1.226 habitants.

## Demografia

### Població
El 2007 la població de fet de Béning-lès-Saint-Avold era de 1.226 persones. Hi havia 497 famílies, de les quals 135 eren unipersonals (44 homes vivint sols i 91 dones vivint soles), 167 parelles sense fills, 155 parelles amb fills i 40 famílies monoparentals amb fills.
La població ha evolucionat segons el següent gràfic:
Habitants censats

### Habitatges
El 2007 hi havia 540 habitatges, 513 eren l'habitatge principal de la família i 27 estaven desocupats. 399 eren cases i 141 eren apartaments. Dels 513 habitatges principals, 367 estaven ocupats pels seus propietaris, 133 estaven llogats i ocupats pels llogaters i 13 estaven cedits a títol gratuït; 1 tenia una cambra, 27 en tenien dues, 64 en tenien tres, 117 en tenien quatre i 304 en tenien cinc o més. 442 habitatges disposaven pel capbaix d'una plaça de pàrquing. A 227 habitatges hi havia un automòbil i a 235 n'hi havia dos o més.

### Piràmide de població
La piràmide de població per edats i sexe el 2009 era:
| Homes | Edats   | Dones |
| ----- | ------- | ----- |
| 0     | 95 o +  | 0     |
| 0     | 90 a 94 | 0     |
| 0     | 85 a 89 | 8     |
| 0     | 80 a 84 | 0     |
| 12    | 75 a 79 | 16    |
| 36    | 70 a 74 | 24    |
| 28    | 65 a 69 | 32    |
| 32    | 60 a 64 | 32    |
| 44    | 55 a 59 | 44    |
| 44    | 50 a 54 | 48    |
| 48    | 45 a 49 | 32    |
| 64    | 40 a 44 | 56    |
| 24    | 35 a 39 | 48    |
| 48    | 30 a 34 | 48    |
| 52    | 25 a 29 | 44    |
| 32    | 20 a 24 | 40    |
| 40    | 15 a 19 | 24    |
| 56    | 10 a 14 | 40    |
| 40    | 5 a 9   | 20    |
| 36    | 0 a 4   | 44    |

## Economia
El 2007 la població en edat de treballar era de 811 persones, 554 eren actives i 257 eren inactives. De les 554 persones actives 489 estaven ocupades (270 homes i 219 dones) i 66 estaven aturades (23 homes i 43 dones). De les 257 persones inactives 89 estaven jubilades, 63 estaven estudiant i 105 estaven classificades com a «altres inactius».

### Ingressos
El 2009 a Béning-lès-Saint-Avold hi havia 513 unitats fiscals que integraven 1.257,5 persones, la mediana anual d'ingressos fiscals per persona era de 17.788 €.

### Activitats econòmiques
Dels 28 establiments que hi havia el 2007, 1 era d'una empresa extractiva, 1 d'una empresa de fabricació d'altres productes industrials, 9 d'empreses de construcció, 6 d'empreses de comerç i reparació d'automòbils, 1 d'una empresa de transport, 1 d'una empresa d'hostatgeria i restauració, 1 d'una empresa immobiliària, 6 d'empreses de serveis i 2 d'entitats de l'administració pública.
Dels 9 establiments de servei als particulars que hi havia el 2009, 1 era un taller de reparació d'automòbils i de material agrícola, 3 paletes, 2 guixaires pintors, 1 fusteria, 1 lampisteria i 1 electricista.
L'únic establiment comercial que hi havia el 2009 era una botiga de menys de 120 m².

## Equipaments sanitaris i escolars
El 2009 hi havia 1 escola maternal i 1 escola elemental.

## Poblacions més properes
El següent diagrama mostra les poblacions més properes.